# Oxyopes pankaji
Oxyopes pankaji là một loài nhện trong họ Oxyopidae.
Loài này thuộc chi Oxyopes. Oxyopes pankaji được Pawan U. Gajbe & Pawan U. Gajbe miêu tả năm 2000.